# Kabrió

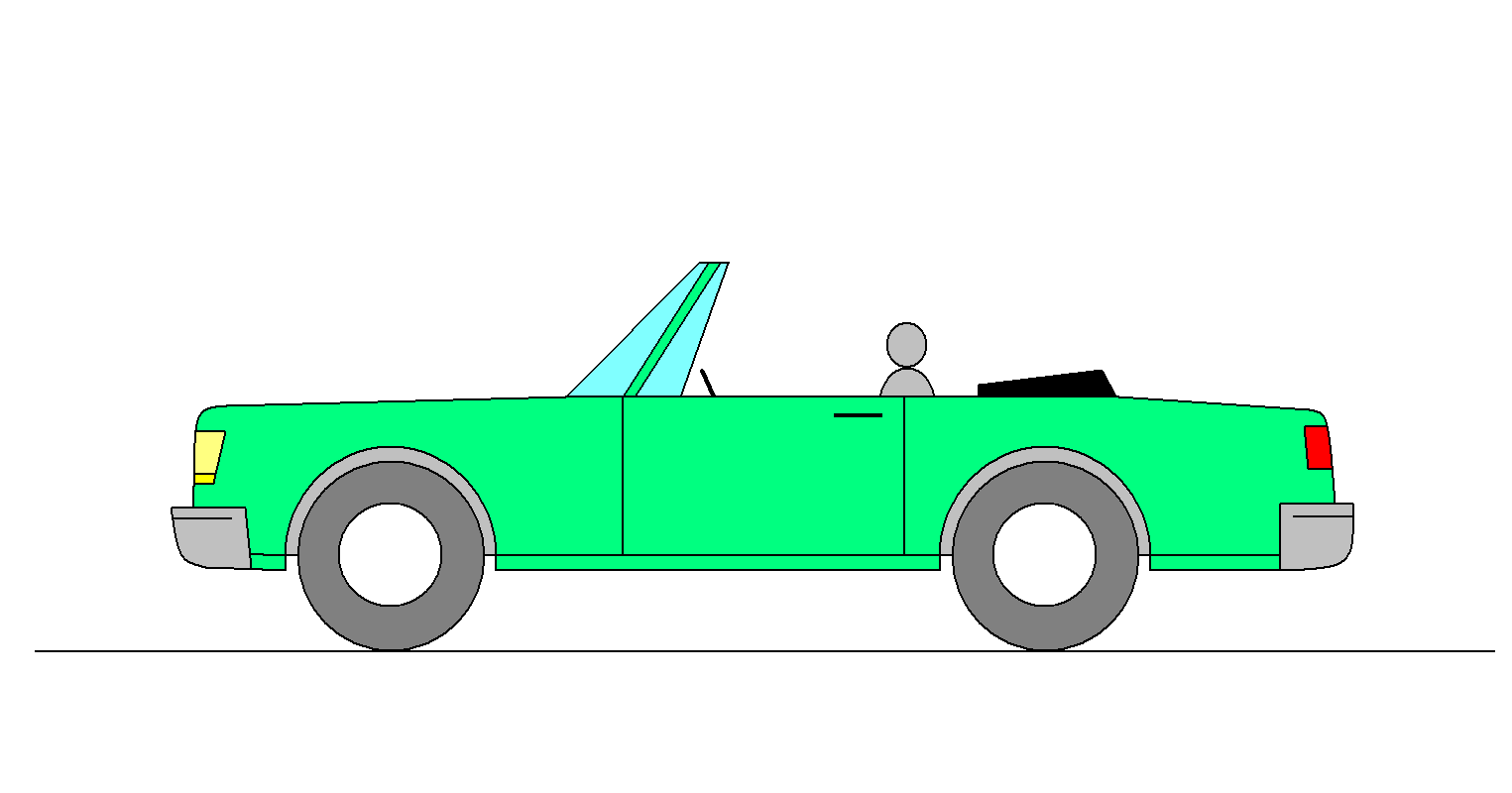
Kabrió

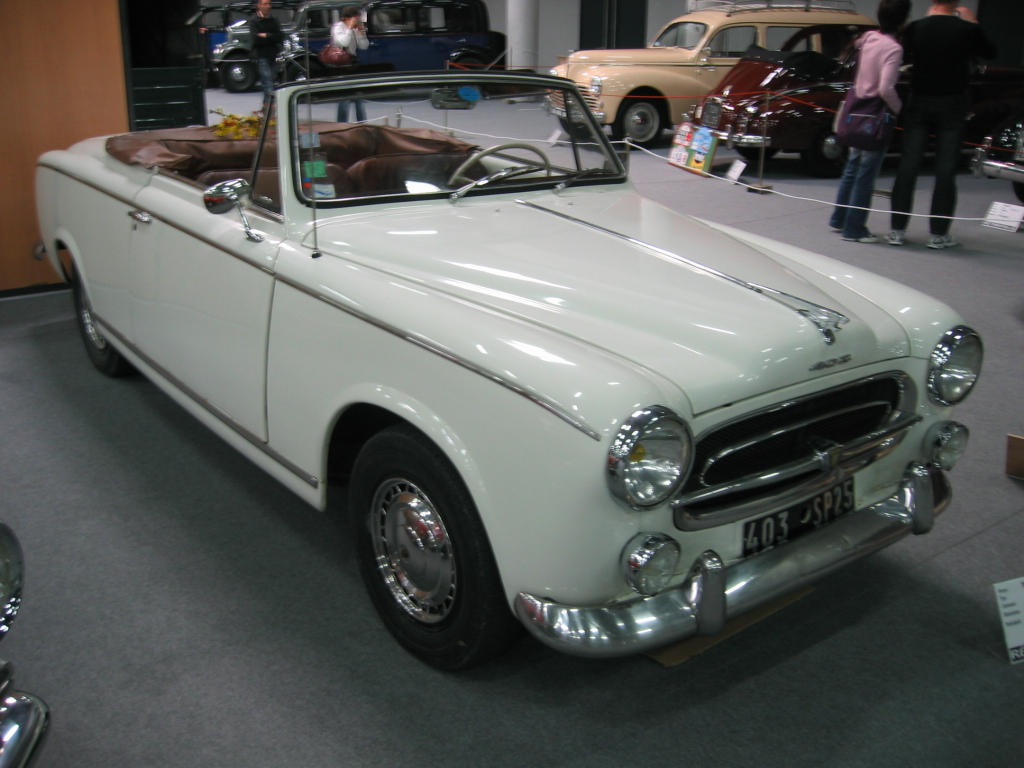
Columbo autója: Peugeot 403 Cabriolet

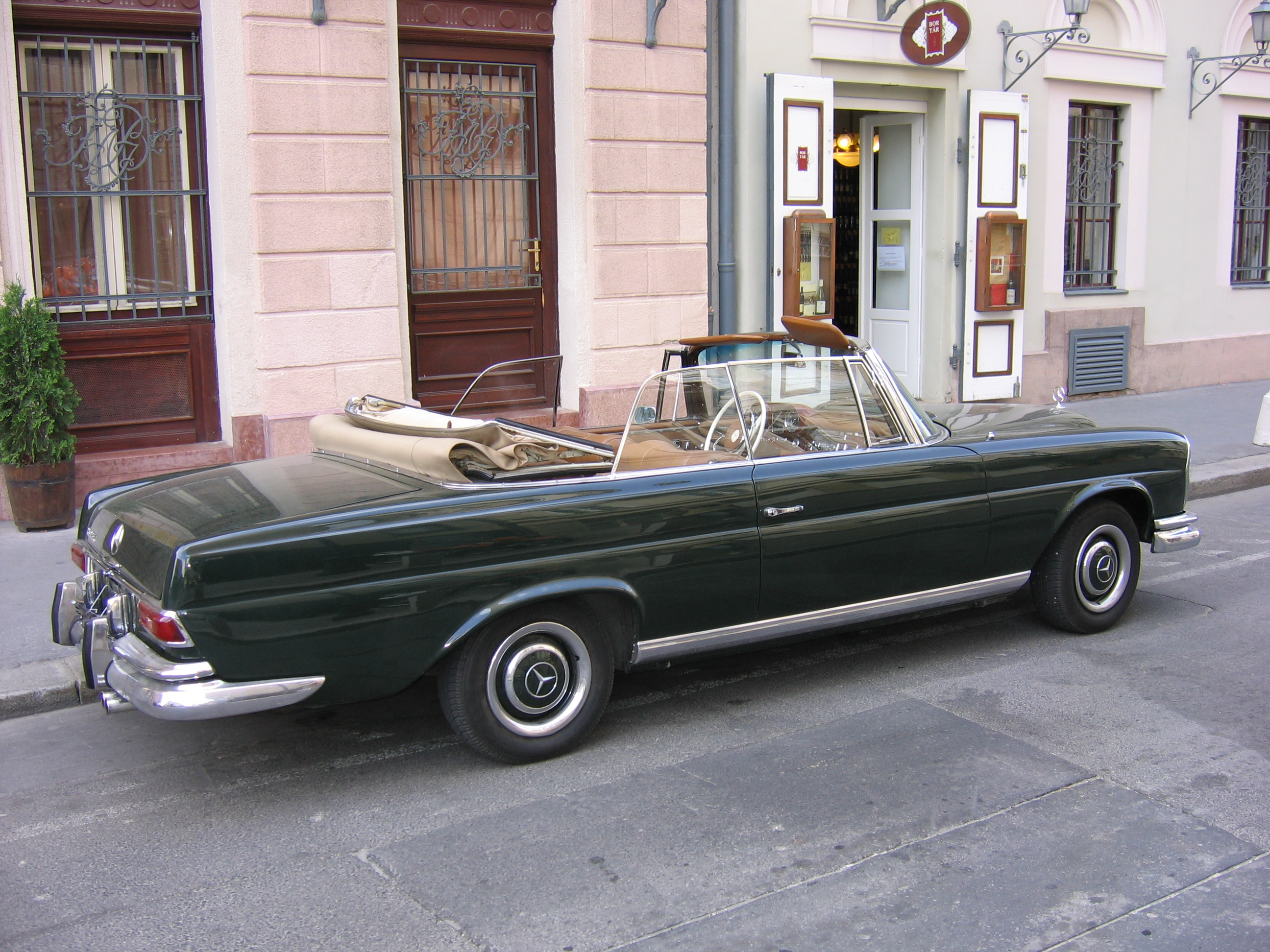
Mercedes 250 SE kabrió, lenyitott vászontetővel

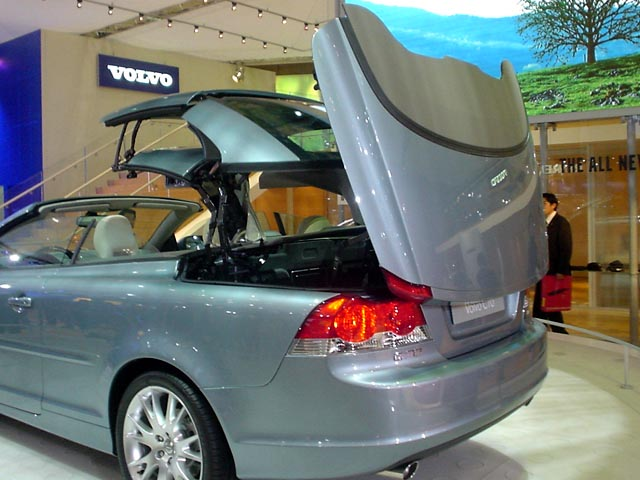
Volvo C70 merev tetős kabrió teteje mozgás közben

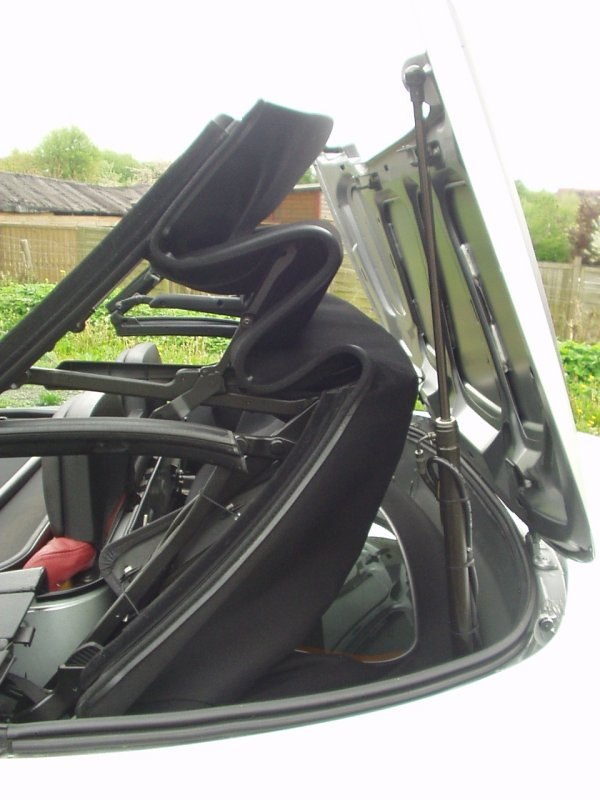
Vászontető kiemelkedése a fedlap alól

A kabrió (cabrio, cabriolet) olyan személygépkocsi elnevezése, amely lenyitható tetővel rendelkezik (és van ajtaja, valamint a pótkerék nincs a hátfalon, mint a Trabant Tramp és a Kübel esetében), ezáltal az utastér nyitottá válik. Általában kupé karosszériás autók és sportkocsik készülnek kabrió kivitelben is, de a háromajtós ferde hátúak közül is számos létezik kabrió változatban is. Egyedi kivitelű autókat készítő cégek limuzin változatból is készítettek kabriót. A lenyitható tetejű autókat angolul convertible-nek is, újabban pedig roadsternek vagy spydernek is nevezik.

## Jellemzők
A kabriók teteje vászon, vagy főleg újabb modelleknél több részből álló merev tető, aminek mozgatását elektromotor végzi.
A vászontető egy összecsukható vázszerkezetre van kifeszítve, ez a kocsi utastere mögött, viszonylag kis helyigénnyel hajtja össze a vászonból készült tetőt, ez a puha vászonanyag előnye, hátránya viszont a sérülékenysége. A lenyitott és összehajtott vászontetőt külön kis vászontakaró, vagy a karosszéria fedlapja fedi le. A rácsukást követően a tetőt általában kézzel még rögzíteni kell a szélvédő keretéhez.
A főleg újabban elterjedt, lenyitható merev tetős kabriók előnye, hogy a vászon sérülékenysége nem áll fenn, a tető szinte teljesen megfelel egy zárt tetőnek, ezért a merev tetős kabriót „kupé kabriónak” is hívják. Ebből kifolyólag már van olyan autó is, ami nem is készül külön kupé és kabrió változatban, hanem csak kupé kabrióban. A merev tető általában három összecsukló részből áll, ezek lenyitáskor egymásra csukódnak. A merev tető hátránya viszont, hogy a flexibilis vászonnal szemben a tetődarabok jóval helyigényesebbek, emiatt a merev tető lenyitott, összehajtott állapotban a csomagtartóban kap helyet, amibe ilyenkor gyakorlatilag lehetetlen pakolni. Régebbi sportkocsik is rendelkeztek merev, de levehető tetővel, ezek nem voltak összecsukhatók, hanem külön kézzel lehetett azokat fel- és leszerelni.
A kabriók további sajátossága, hogy a lenyitható tető miatt a kocsi merevsége nem ugyanolyan, mint egy zárt karosszériájú autónak: fix tető hiányában csak az alváz képes merevséget adni, amit az alvázra szerelt plusz merevítésekkel kompenzálnak megfelelő szintűre. Ezen kívül a kabriók drágábbak is a zárt autóknál, mert a tetőszerkezet ugyanúgy ki kell hogy állja az esőt és más természeti hatásokat, mint egy hagyományos merev tető, és ennek kialakítása többletmunkával jár.
Bizonyos autók teteje részlegesen lenyithatóak, ilyenek a kisebb autók nagyobb, általában vászonborítású tetőnyílással rendelkező változatai, vagy a sportkocsikra jellemező úgynevezett „targa-tető”, mely az ülések fölött hiányzó tetőt jelenti, de ezek nem kabrió változatok, mert csak részlegesen "hiányos" zárt karosszériáknak felelnek meg, szemben a kabrióval, ahol a teljes tető eltávolítható.

## Fordítás
- Ez a szócikk részben vagy egészben  a   Convertible című angol Wikipédia-szócikk fordításán alapul.  Az eredeti cikk szerkesztőit annak laptörténete sorolja fel. Ez a jelzés csupán a megfogalmazás eredetét és a szerzői jogokat jelzi, nem szolgál a cikkben szereplő információk forrásmegjelöléseként.